# Robin Hood (film, 2010)
A Robin Hood 2010-ben bemutatott angol-amerikai kaland akciófilm, amely a Robin Hood-legenda alapján készült. Rendezője Ridley Scott, főszereplője Russell Crowe, Cate Blanchett, William Hurt, Mark Strong, Mark Addy, Oscar Isaac, Danny Huston, Eileen Atkins és Max von Sydow. A film forgatása 2009. március 30-án kezdődött.
A film 2010. május 14-én jelent meg Észak-Amerikában. Magyarországon 2010. május 3-án volt látható az HBO forgalmazásában. Általánosságban vegyes kritikákat kapott az értékelőktől, és világszerte 321,7 millió dolláros bevételt hozott.

## Cselekmény
A 12. századi Angliában Robin Longstride és martalócai egy helyi faluban szembeszállnak a korrupcióval, és felkelést indítanak a koronával szemben, amely örökre megváltoztathatja a világhatalom egyenlőségét.

## Szereplők
- Russell Crowe: Robin Longstride
- Cate Blanchett: Marion Loxley
- Max von Sydow: Sir Walter Loxley
- William Hurt: William Marshal
- Mark Strong: Godfrey
- Oscar Isaac: János herceg

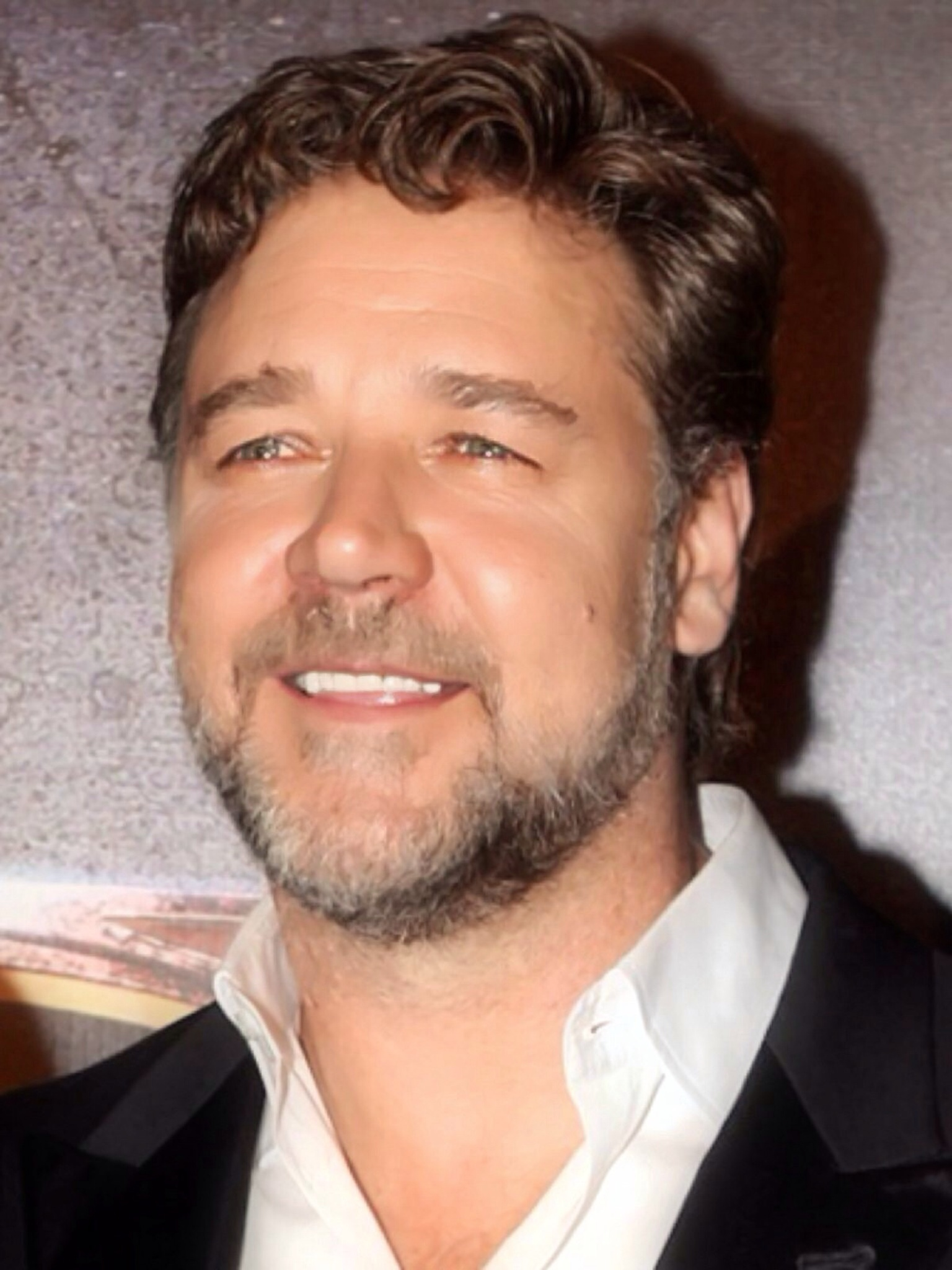
Russell Crowe Robin szerepében nyújtott alakítása vegyes visszajelzéseket váltott ki, és néhány kritika kifejezetten az akcentusára irányult a filmben.

- Danny Huston: Oroszlánszívű Richárd király
- Eileen Atkins: Aquitániai Eleonóra
- Mark Addy: Tuck barát
- Matthew Macfadyen: Nottingham szolgabírája
- Kevin Durand: Little John
- Scott Grimes: Will Scarlet
- Alan Doyle: Allan A'Dayle
- Douglas Hodge: Sir Robert Loxley
- Léa Seydoux: Angoulême-i Izabella
- Jonathan Zaccaï: Fülöp, francia király
- Robert Pugh: Baldwin báró
- Gerard McSorley: Fitzrobert báró
- Velibor Topić: Belvedere
- Simon McBurney: Father Tancred
- Denise Gough: Village Mother
- Pip Carter: Royal Equery
- Mark Lewis Jones: Stone Mason Longstride
- Bronson Webb: Jimoen
- Denis Ménochet: Adhemar
- John Atterbury: Exchequer
- Luke Evans: Sheriff gazembere
- Roy Holder: Gaffer Tom
- Jessica Raine: Gloucesteri Izabella

## Megjelenés
A Robin Hood világpremierjét a 2010-es cannes-i fesztiválon tartották, ugyanazon a napon, amikor az Egyesült Királyságban és Írországban is bemutatták. Ezután 2010. május 14-én jelent meg Észak-Amerikában. A film Japán premiere 2010. december 10-én volt.

### Médiakiadás
A film 2010. szeptember 20-án jelent meg DVD-n és Blu-ray lemezen az Egyesült Királyságban, és egy nappal később az Egyesült Államokban. Míg az Egyesült Királyságban csak a kibővített " rendezői vágott" változatot (15 perc extra) adták ki, az amerikai DVD és Blu-ray lemezek a "rendezői változatot" és a rövidebb mozis verziót is tartalmazzák.